# Qormi Football Club
Qormi Football Club è una società calcistica maltese con sede nella città di Curmi. Milita attualmente nella National Amateur league, la terza divisione del campionato maltese.

## Storia
Nella città di Curmi, prima della fondazione della squadra attuale, erano presenti diverse compagini, tra le quali una, il Qormi St. George's, ha preso parte al massimo torneo nazionale nella stagione 1934-35, piazzandosi sesto.
Nel 1961, le squadre Qormi Youngsters e Qormi United si fondono, andando a fondare il Qormi FC.
Il Qormi FC partecipa per la prima volta alla First Division (all'epoca massima serie) nella stagione 1967-68, dopo aver centrato il secondo posto nella serie inferiore l'anno precedente. La prima esperienza nel massimo campionato nazionale si risolve in una retrocessione, con piazzamento all'ultimo posto. Vincendo immediatamente il campionato cadetto, il Qormi risale subito.
Per tre anni, la squadra mantiene il posto in massima serie; nella prima stagione, piazzandosi sesta, si salva per un punto a scapito degli Ħamrun Spartans; il secondo anno si piazza nona, al terzo, il decimo e ultimo posto la condanna alla relegazione.
Di nuovo, dopo un anno di cadetteria, il Qormi risale al massimo livello, mantenendo il posto per una sola stagione; piazzandosi ottava, pari merito con il Birkirkara, contro quest'ultima gioca uno spareggio, che perde però per 1-0.
L'attesa di giocare nuovamente nella massima divisione dura quattro anni, fino al 1978. Nel 1978-79 conquista la salvezza nella poule retrocessione (organizzata in via eccezionale quell'anno, poi adottata regolarmente dagli anni 2000), l'anno dopo arriva nona e scende nella serie inferiore.
Bisogna aspettare fino al 2008 per ritrovare il club ai massimi livelli. Battendo nella spareggio promozione il Mosta, viene promosso in Premier League. Dopo una prima stagione interlocutoria, conclusasi con una salvezza nella poule retrocessione, il Qormi raggiunge il suo massimo storico nella stagione 2009-10, raggiungendo il terzo posto finale, alle spalle di Birkirkara e Valletta, dopo aver vissuto da capolista per alcune settimane nella prima fase.

## Organico

### Rosa 2019-2020
| N. |                    | Ruolo | Calciatore               |
| -- | ------------------ | ----- | ------------------------ |
| 1  | Malta (bandiera)   | P     | Jamie Azzopardi          |
| 11 | Francia (bandiera) | A     | Freud Codjo Gnindokponou |
| 14 | Malta (bandiera)   | D     | Alan Abela               |
| 18 | Malta (bandiera)   | A     | Michael Borg             |
| 27 | Malta (bandiera)   | C     | Alessio Cassar           |
| 30 | Malta (bandiera)   | C     | Luke Busuttil            |
| 97 | Malta (bandiera)   | C     | Iven Zammit              |
| 99 | Malta (bandiera)   | C     | Tensior Gusman           |
|    | Malta (bandiera)   | D     | Francesco Gusman         |

| N. |                      | Ruolo | Calciatore      |
| -- | -------------------- | ----- | --------------- |
|    | Malta (bandiera)     | C     | Sheldon Grech   |
|    | Malta (bandiera)     | C     | Shamison Zammit |
|    | Malta (bandiera)     | C     | Ismael Borg     |
|    | Malta (bandiera)     | D     | Nick Ghio       |
|    | Sudafrica (bandiera) | A     | Chris Matombo   |
|    | Belgio (bandiera)    | D     | Jordy Lokando   |
|    | Malta (bandiera)     | C     | Brandon Grech   |
|    | Brasile (bandiera)   | A     | Rômulo          |

## Palmarès

### Competizioni nazionali
- First Division (Malta): 1

2017-2018
- Second Division (Malta): 1

2005-2006

### Altri piazzamenti
- Campionato maltese:

Terzo posto: 2009-2010
- Coppa di Malta:

Finalista: 2009-2010, 2011-2012, 2012-2013
Semifinalista: 2013-2014, 2014-2015
- First Division (Malta):

Secondo posto: 2007-2008